# Antje Geerk
Antje Geerk (* 17. Juni 1938 in Kiel) ist eine deutsche Bühnen- und Filmschauspielerin.

## Leben
Antje Geerk wurde als Tochter eines Ingenieurs geboren. Während des Zweiten Weltkrieges wohnte Geerk in Landshut, zog aber noch vor Kriegsende nach Göttingen. Geerk lebte später in Weil am Rhein, besuchte ein humanistisches Gymnasium und erlangte 1955 das Abitur.
Geerk nahm Schauspielunterricht und legte 1955 in Hamburg eine Eignungsprüfung als Schauspielerin ab. Ihren ersten Theaterauftritt hatte sie in der Komödie Basel. Ihr letzter Film beendete faktisch ihre Karriere. Später übernahm sie vor allem Nebenrollen an kleineren Theatern.

## Filmografie
- 1957: Frauenarzt Dr. Bertram
- 1958: Das haut einen Seemann doch nicht um
- 1958: Die grünen Teufel von Monte Cassino
- 1958: Worüber man nicht spricht
- 1958: Blitzmädels an die Front
- 1959: Arzt aus Leidenschaft
- 1959: Ein Sommer, den man nie vergißt
- 1959: Schlechte Zeiten für Vampire (Tempi duri per i vampiri)
- 1962: Lieder klingen am Lago Maggiore

## Hörspiele
- 1967: Gale Pedrik: Nur einer kommt in Frage – Regie: Klaus Groth (Kriminalhörspiel – SR)